# Список архітектурних склепінь
Нижче наведено список арочних конструкцій, відомих в архітектурі як склепіння.
- Циліндричне склепіння — Архітектурне тунельне, циліндричне або бочкове склепіння — це напівкругла арка[en], розширена вглиб: безперервний ряд арок, одна за одною. Найпростіша форма архітектурного склепіння, що складається з суцільної поверхні напівкруглих або загострених перетинів. Воно нагадує бочку або тунель, розрізаний навпіл уздовж і відомий як тунельне склепіння або вагонне склепіння. Поздовжнє бочкове склепіння — це бочкове (або тунельне) склепіння, яке повторює основний поздовжній напрямок нефа. Зазвичай, коли склепіння називають просто бочковим (або тунельним) склепінням, можна припустити, що воно є поздовжнім бочковим склепінням.
- Каталанське склепіння[en] — Каталанське склепіння, яке також називають каталанським поворотом або каталонською аркою, — це тип низького склепіння з простої цегли. Традиційно його будують шляхом поздовжнього укладання цегли, завдяки чому воно має набагато м'якший вигин, ніж зазвичай створюється іншими методами будівництва.
- Склепіння каветто[en] — це порожниста, увігнута форма, яка іноді використовується замість кіматію карнизу, як у доричному ордері в театрі Марцелла. Воно сформувало головну особливість храмів Стародавнього Єгипту і замінило кіматій у багатьох етрусківських храмах.
- Катенарна арка[en] — склепіння може мати форму перевернутої ланцюгової лінії.
- Монастирське склепіння[en] — куполоподібне склепіння з квадратною або багатокутною основою, від якої до центральної точки піднімаються вигнуті сегменти.
- Хибне склепіння — увігнуте утворення з блоків, зазвичай кам'яних або цегляних; склепіння утворене блоками, які виступають всередину від шару, на якому вони лежать.
- Хрестове склепіння — архітектурне хвестове склепіння, сформоване, коли два циліндрічні склепіння перетинаються. Підповерхневий шар або софіт, може бути утворений із серії загострених, а не круглих арок. Також відомий як хрестовий звід. Архітектурне склепіння, утворене перетином під прямим кутом двох бочкових (тунельних) склепінь. Іноді арки хрестових склепінь можуть бути загостреними, а не круглими.
- Циклоїдне склепіння — склепіння, в якому діаметр через лінію пружини дорівнює окружності кола, що вписується в простір між вершиною склепіння і лінією діаметру. Ця особлива система пропорцій створює дуже малий бічний тиск від конструкції склепіння.
- Надувне склепіння[1]
- Лієрн[en] — лієрн (з французького lier — зв'язати) у готичному ребросклепінні — архітектурний термін для позначення третинного ребра, що простягається між двома іншими ребрами, а не від підпружника, або до центрального боса. Воно назване на честь форми зірки, утвореної при з'єднанні лієрн. Також див. Нервюрне склепіння.
- Мукарна — це арабське слово, що означає сталактитове склепіння, архітектурний орнамент, що розвинувся приблизно в середині Х століття в північно-східному Ірані і майже одночасно, але, очевидно, незалежно, у центральній Північній Африці. Мукарна — це об'ємна архітектурна прикраса, що складається з нішеподібних елементів, розташованих ярусами. Двовимірна проєкція мукарни складається з невеликої кількості простих геометричних елементів.
- Нервюрне склепіння — Склепіння, на якому комплекс ребер надає сітчастого вигляду.
- Нубійське склепіння[en] — контур, який виходить, коли ланцюг тримають за два кінці.
- Склепіння огі[en] — форма, що складається з увігнутої дуги, яка перетікає в опуклу дугу, утворюючи S-подібну криву з вертикальними кінцями.
- Оживальне склепіння – архітектурне склепіння
- Параболічне склепіння[en] – архітектурне склепіння з параболічним перерізом.
- Гіперболічне параболоїдне склепіння.
- Чотиринервюрне склепіння – нервюрне склепіння, де відсік розділений діагональними та поперечними ребрами на чотири комірки або полотна.
- Шестинервюрне склепіння – нервюрне склепіння, схоже до чотиричастинного склепіння, але відсік додатково розділений додатковими поперечними ребрами так, щоб було шість комірок.
- Оболонкове склепіння – Тонке самопідтримуюче склепіння.
- Сталактитове склепіння – див. Мукарна. Система склепіння з використанням різьблених мукарн для обв'язки прольоту.
- Тимбрельне склепіння[en] – з плитки гуаставино. Запатентована в США (1885) система, що використовує замикаючу теракотуву плитку і шари з розчину у тонкій шкірці, з черепицею, що повторює вигин даху, а не є горизонтальною, або перпендикулярною до вигину. Воно відоме як тимбрельне склепіння через схожість до шкірки тимбрелю або бубону.
- Сіткове склепіння[2]